# Valois-Orléans

Znak Valois-Orléans

Valois-Orléans je vedlejší rodová linie francouzského královské dynastie Valois. 

## Historie
Členové rodu Valois-Orléans odvozovali svůj původ od francouzského krále Karla V. a jeho mladšího syna Ludvíka, vévody Orleánského. Zakladatelem rodové linie Valois-Orléans byl Ludvíkův starší syn Karel, vévoda Orleánský. Po vymření hlavní rodové linie Valois vládla tato rodová linie Francii prostřednictvím krále Ludvíka XII. od roku 1498 do roku 1515. Po smrti Ludvíka XII. připadl francouzský trůn další vedlejší rodové linii rodu Valois, linii Valois-Angoulême.